# Hypsiboas balzani
Hypsiboas balzani es una especie de anfibios de la familia Hylidae.
Habita en Bolivia y Perú.
Sus hábitats naturales incluyen bosques tropicales o subtropicales secos y a baja altitud, montanos secos, ríos, canales y diques.